# アロウヘッド
『アロウヘッド』（Arrowhead）は1953年のアメリカ合衆国の西部劇映画。チャールズ・マーキス・ウォーレン監督の作品で、出演はチャールトン・ヘストン、ジャック・パランスなど。

## ストーリー
1878年、騎兵隊長のウェイブライト大佐はアパッチ族と和議を計画していた。偵察員エド・バノンはアパッチ族の在り方からこれに反対するも、騎兵隊を追い出される。
バノンの懸念通り和議は成立せず、大佐は死亡した。バノンは彼の世話人であるニタとその兄スパニッシュがアパッチ族の出であることを知っていた。一方、アパッチ族でもとりわけ狂暴と知られていたトリアノはバノンに対する個人的な怨恨から、仕返しをもくろんでいた。
やがてニタは自分の出自を知られたと思い、バノンを狙うも失敗して自害する。トリアノが騎兵隊に殴り込みをかける中、ウェイブライトの後任であるノース大尉は強引な作戦で失敗し、指揮権をバノンに譲る。騎兵隊がアパッチ族に包囲される中、バノンは一騎打ちの末にトリアノを倒す。

## キャスト
※括弧内は日本語吹替（初回放送1970年9月10日 東京12チャンネル『木曜洋画劇場』）
- エド・バノン：チャールトン・ヘストン（納谷悟朗）
- トリアノ：ジャック・パランス（矢田耕司）
- ニタ：ケティ・フラド（平井道子）
- ビル・ノース：ブライアン・キース（愛川欽也）
- レラ・ウィルソン：メアリー・シンクレア（森ひろ子）
- ストーン軍曹：ロバート・ウィルク
- スパニッシュ：ピーター・コー（北村弘一）

## スタッフ
- 監督：チャールズ・マーキス・ウォーレン
- 製作：ナット・ホルト
- 脚本：チャールズ・マーキス・ウォーレン
- 撮影：レイ・レナハン
- 編集：フランク・ブラクト
- 音楽：ポール・ソーテル
- 原作：W・R・バーネット